# بخش پانچ‌محل
بخش پانچ‌محل (به انگلیسی: Panchmahal district) یک بخش در هند است که در گجرات واقع شده‌است. بخش پانچ‌محل ۱۶٬۳۰٬۷۵۸ نفر جمعیت دارد.